# Elymiotis glaucula
Elymiotis glaucula är en fjärilsart som beskrevs av Max Wilhelm Karl Draudt 1932. Elymiotis glaucula ingår i släktet Elymiotis och familjen tandspinnare. Inga underarter finns listade i Catalogue of Life.